# Гайжайчяйское староство
Гайжайчяйское староство (лит. Gaižaičių seniūnija) — одно из 10 староств Ионишкского района, Шяуляйского уезда Литвы. Административный центр — деревня Гайжайчяй.

## География
Расположено на севере Литвы, в Средне-Вянтской низменности, в западной части Йонишкского района.
Граничит с Рудишкяйским староством на юго-востоке, Жагарским — на востоке и севере, Круопяйским староством Акмянского района— на западе, Шакинским и Грузджяйским староствами Шяуляйского района — на юге, и Укрской волостью Ауцского края Латвии — на севере.

## Население
Гайжайчяйское староство включает в себя 12 деревень.